# Twinkl
Twinkl este o editură educațională online internațională britanică fondată în 2010 și cu sediul în Sheffield, Anglia, care produce materiale didactice și educaționale.  Twinkl a fost fondată de Jonathan Seaton   și Susie Seaton. De asemenea, creează resurse educaționale bazate pe filme.
În 2018, vânzările sale internaționale au fost de 2.600.000 de lire sterline. 

## Produse
Twinkl creează materiale didactice digitale pentru educatori din întreaga lume.  Acestea includ materiale pentru școli primare,  școli secundare, părinți   educatori la domiciliu,  îngrijitori, engleza ca a doua limbă, nevoi educaționale speciale și dizabilități, educație pentru adulți  și piețe internaționale. 

## Locație
Compania s-a mutat la sediul actual din Sheffield, Anglia în 2014. La data de 2020 </link></link> , compania are peste 710 de angajați în 15 locații din întreaga lume. În 2017, a deschis un al doilea birou  în Wollongong, Australia.  

Twinkl România
Twinkl și-a extins activitatea în România începând cu anul 2015, oferind inițial materialele într-un format bilingv, atât în română cât și în engleză. Avansând în angajamentul lor de a sprijini educația în limba română, compania a lansat în 2019 un domeniu de internet dedicat, twinkl.ro, care este exclusiv pentru utilizatorii de limbă română. Resursele oferite includ pachete complete pentru predarea integrată, evaluări, activități interactive, povești și jocuri, PowerPoints, idei de predare, planuri de literație și soluții pentru educație. 

## Recunoaștere și realizări
În aprilie 2018, Twinkl a primit The Queen's Award for Enterprise  pentru activitatea companiei în comerțul internațional. Twinkl a primit un al doilea premiu Queen’s Award for Enterprise în 2020, pentru inovație.  
Jonathan Seaton, co-fondator și CEO al Twinkl, a fost premiat ca membru al Ordinului Imperiului Britanic (MBE) pentru serviciile Twinkl pentru tehnologie și educație în timpul pandemiei de coronavirus din 2020. 

## Parteneriate
Firma a colaborat cu BBC Bitesize pentru a furniza materiale educaționale care să sprijine învățarea la domiciliu.  A încheiat un parteneriat cu BBC Children in Need pentru a oferi o serie de resurse gratuite, sprijinind copiii și școlile să strângă fonduri pentru organizație de caritate.  În iunie 2020, firma a colaborat cu BBC Studios pentru a crea o serie de resurse educaționale Doctor Who pentru copiii din școala primară.  Twinkl a colaborat cu UEFA Champions League și partenerul lor, Santander, pentru a lansa cardurile The Numbers Game Champions Challenge, disponibile gratuit pe site-ul Twinkl. 

## TwinklHive
În 2019, Twinkl a lansat un accelerator de startup, TwinklHive  cu sediul în Sheffield, Marea Britanie. TwinklHive a lansat un program de antreprenoriat pentru tineri  în 2020, oferind investiții și mentorat tinerilor care doresc să dezvolte o afacere digitală.
Natterhub, o platformă de socializare și un cadru creat pentru ca profesorii să le împărtășească elevilor, face parte din TwinklHive.  Fondată de Manjit Sareen și Caroline Allams,  platforma care vizează curriculum este destinată studenților cu vârste cuprinse între 5 și 11 ani din Regatul Unit.
O altă companie importantă care primește investiții de la TwinklHive este Learning Ladders  - un software pentru planificarea curriculumului, portofolii, evaluări, urmărirea progresului, învățarea la distanță și implicarea familiei.
Champion Health, o platformă digitală de bunăstare, a primit investiții de la TwinklHive  în 2020.